# Air Trust
Air Trust ist eine kasachische Frachtfluggesellschaft mit Sitz in Almaty und Basis auf dem Flughafen Almaty.

## Geschichte
Air Trust wurde 2009 gegründet und stand bis 8. Dezember 2016 auf der Liste von Fluggesellschaften mit Betriebsverbot in der Europäischen Union.

## Flotte
Mit Stand Juli 2016 besteht die Flotte der Air Trust aus drei Frachtflugzeugen:
| Flugzeugtyp       | Anzahl | bestellt | Anmerkungen |
| ----------------- | ------ | -------- | ----------- |
| Iljuschin Il-62M  | 1      |          | inaktiv     |
| Iljuschin Il-76TD | 2      |          | inaktiv     |
| Gesamt            | 3      | –        |             |